# Parade nuptiale
Pour les articles homonymes, voir Parade nuptiale (homonymie).

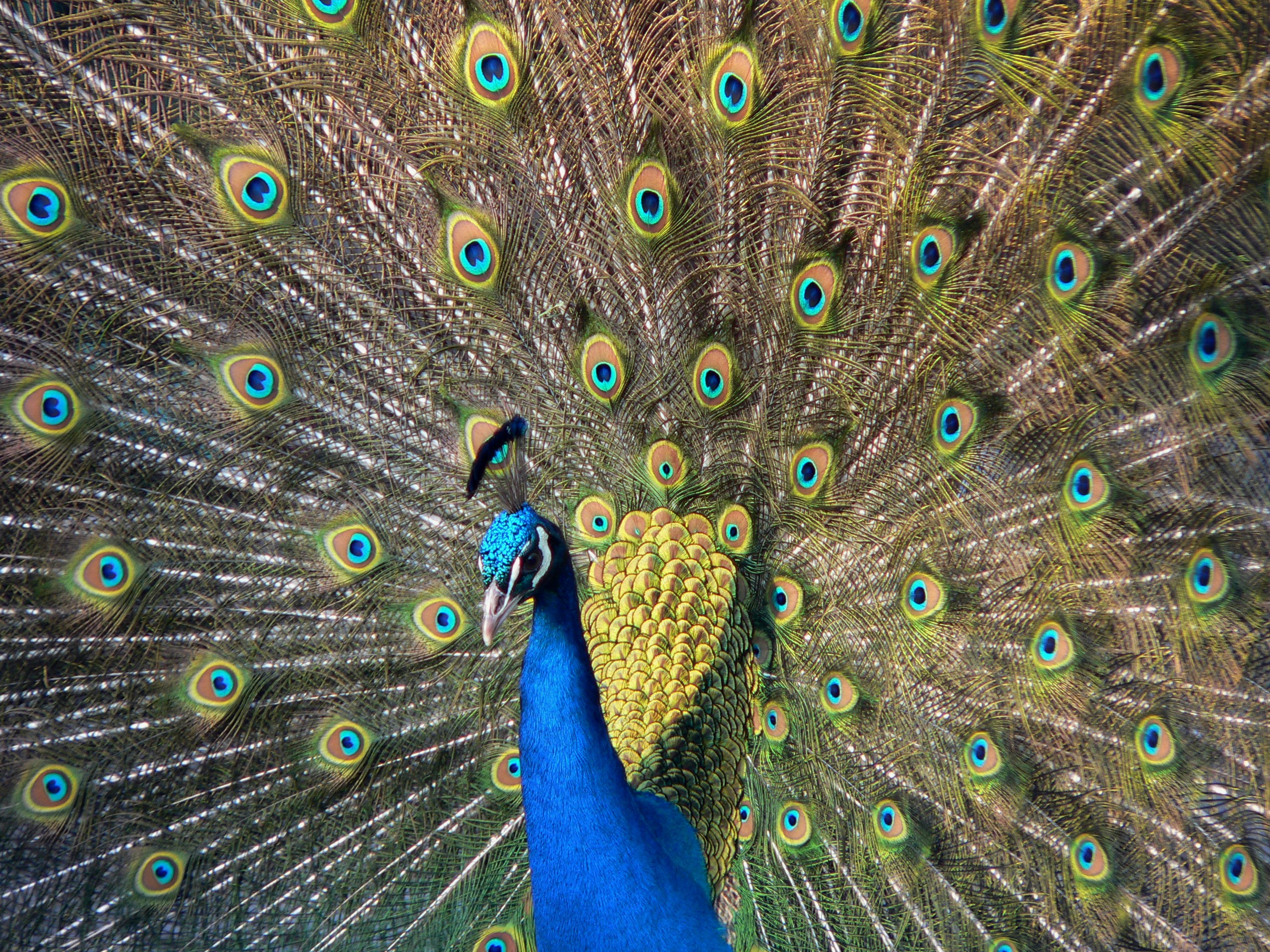
Le Paon bleu parade en faisant la roue.

En biologie, on désigne sous le nom générique de parade nuptiale le comportement adopté par un animal en vue d'attirer un partenaire sexuel et de le convaincre de s'accoupler. 
Dans la plupart des espèces animales la parade nuptiale a lieu immédiatement avant et pendant, voire un peu après l'accouplement. Il s'agit d'un ensemble de comportements plus ou moins stéréotypés propres à chaque espèce (mais dont les détails peuvent ou non varier d'un individu à l'autre). Souvent cela implique une parade consistant à exhiber des caractères sexuels secondaires, à émettre des signaux spéciaux (bruits vocaux ou non, lumière) ou encore à adopter des comportements particuliers (certains oiseaux offrent des objets brillants à leurs femelles, par exemple).
La parade nuptiale augmente la disponibilité à l'accouplement parce qu'au cours de la parade nuptiale la motivation sexuelle augmente. Parallèlement, la parade nuptiale diminue l'agressivité entre les partenaires. Les parades nuptiales consistent en général en un mélange d'actions liées aux comportements de procréation et d'actions liées aux comportements d'attaque et de fuite. 

## Chez les oiseaux

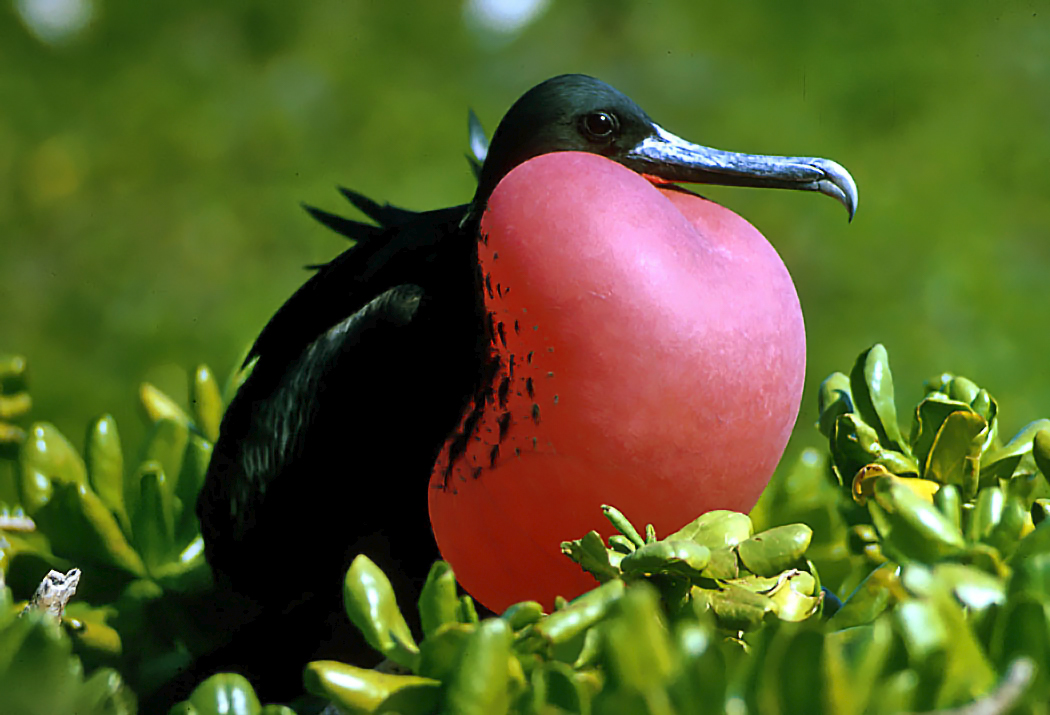
Frégate superbe mâle ayant gonflé son sac gulaire

Dans la plupart des espèces d'oiseaux, le mâle chante pour attirer la femelle (et pour avertir ses concurrents de sa présence). Dans certaines espèces, la parade nuptiale s'accompagne de mouvements stéréotypés, par exemple chez le pigeon, le mâle tourne sur lui-même en gonflant ses plumes et en balayant le sol de sa queue ouverte. Parfois, certains attributs anatomiques sont employés comme caractères sexuels secondaires, c'est le cas du sac gulaire rouge resplendissant que la frégate mâle gonfle lors de la parade nuptiale. Enfin, certains oiseaux construisent de véritables ouvrages d'architecture et de vannerie en construisant des nids complexes (avec des tonnelles, des objets brillants, etc.) afin d'y attirer les femelles (par exemple, les oiseaux jardiniers, les pies...)

## Chez les mammifères

### Le cerf
Les cerfs mâles brâment pour attirer la femelle et prévenir la concurrence (les autres mâles). Cette période où ils sont en rut dure de septembre à octobre. Ils se battent pour savoir qui est le plus fort des deux. Le vainqueur gardera la femelle. Il n'est pas rare qu'un des cerfs au cours de ce combat perde ses bois. Le brame du cerf : le brame est le cri que poussent les cerfs pour attirer l’attention des femelles pendant la saison des amours afin de favoriser l’accouplement qui précèdera la fécondation mais cela peut être aussi un cri d’intimidation (display) destiné aux autres mâles qui sont dans les parages.

### Les lions
Les lions n'ont pas une saison particulière des amours. La lionne donne le départ quand elle est en chaleur.
Elle se met à tourner en rond tout en grognant doucement autour du lion, la queue en l'air.
Elle se roule devant lui pour lui indiquer qu'elle est prête à s'accoupler. Le couple va ensuite se mettre à l'écart.
Cette période va alors durer six jours. L'accouplement en lui-même ne dure que quelques secondes. Tous les quarts d'heure, la lionne le sollicitera à nouveau, car plus il y a d'accouplements, plus il y a de chances pour que l'ovulation soit déclenchée. Elle augmente ainsi ses chances d'être fécondée.
Afin d'assurer leur descendance, les lions qui viennent de prendre la tête d'un groupe vont tuer tous les nouveau-nés déjà présents ; ceci va instinctivement remettre la lionne en chaleur.
Le mâle qui s'est vu refuser l'accouplement peut être très agressif.

### L'ours brun
Les ours sont généralement solitaires.
Les ours de l'hémisphère Nord (noir, brun) ont leur période de rut de mai à juillet. Les femelles laissent derrière elles une odeur pour les mâles.
Le nombre de mâles étant supérieur à celui des femelles, ils doivent se battre pour transmettre leurs gènes et assurer ainsi leur descendance. Ils deviennent agressifs, arrachent les troncs et couchent les buissons.
Comme beaucoup d'espèces, ce sont les premiers accouplements qui déclenchent l'ovulation, ce qui augmente les réussites de fécondation.
Le couple reste formé quelques jours, multipliant les copulations. Après cette période, le couple se sépare pour se nourrir abondamment. Ensuite la femelle pourra se trouver un nouveau partenaire. 
L'œuf ne s'implante pas dans l'utérus tout de suite après la fécondation mais quelques mois plus tard. Ce mécanisme est nécessaire à la survie des ours vivant dans les régions froides, ainsi les oursons naissent en hiver dans la grotte, et ne sortent qu'au printemps, époque très favorable. Ce phénomène d'implantation utérine différée de l'ovule fécondé, qui favorise la réussite du processus de reproduction en permettant une naissance de la progéniture dans des conditions climatiques et nutritives optimales, se nomme la diapause embryonnaire. Les ours partagent ce mécanisme adaptatif déterminé génétiquement avec de nombreuses autres espèces tant chez les mammifères que chez d'autres vertébrés (poissons, oiseaux), et invertébrés (insectes). Chez l'ours, cette diapause embryonnaire est obligatoire, c'est-à-dire qu'elle est un passage obligé du processus reproductif, comme chez le chevreuil, le blaireau, la loutre et la martre, le vison, le phoque, le lion de mer et le morse, la musaraigne, la mouffette, plusieurs tatous (famille des Dasypodidae), dont le petit Tatou des Andes, plusieurs chauves-souris, la taupe de Sibérie, ou le tamanoir. Chez d'autres espèces, elle peut être facultative.  
Les portées sont généralement constituées de deux oursons.

## Chez les poissons
Pendant la parade nuptiale il y a quelques poissons qui changent de couleurs pour l'accouplement et parmi ces poissons on retrouve le vairon et l'épinoche qui changent la couleur de leurs ventres puisqu'elle devient rouge en zigzag sachant que l'épinoche construit un nid.

## Chez lesreptiles
Chez certains serpents, tels que les mambas, la plupart des vipères et les crotales, les mâles se battent pour s'accoupler avec les femelles. Les deux rivaux redressent et entrelacent les parties antérieures de leur corps, en essayant de se renverser à terre.

## Chez les amphibiens

### Grenouilles et crapauds
La parade nuptiale des grenouilles et des crapauds s'observe surtout par le coassement caractéristique du mâle qui produit ce son en gonflant d'air un sac vocal situé dans sa gorge pour attirer la femelle.

### Tritons
Les tritons, amphibiens urodèles (c'est-à-dire dont la queue est encore bien visible chez l'adulte) essentiellement européens, ne se manifestent pas par la voix comme la grenouille ou le crapaud, mais par une danse nuptiale très particulière. Le mâle en livrée nuptiale (arborant une crête et des couleurs plus vives que la femelle), courtise la femelle par une danse impliquant divers mouvements de la queue, par lesquels il envoie vers elle des phéromones sécrétées par des glandes dorsales et cloacales.
Chaque espèce de triton présente des mouvements un peu particuliers et légèrement différents des espèces voisines.

## Chez les insectes et autres arthropodes
Les invertébrés étant très nombreux, beaucoup d'efforts sont faits pour l'attraction d'un partenaire. C'est le but et chaque mâle veut avoir la chance de transmettre ses gènes. Dans ce monde, on retrouve plusieurs comportements qui servent à attirer l'attention de la femelle.

### Sérénades
Pendant la période de reproduction, plusieurs insectes élaborent des chants d'appel pour signaler leur présence au sexe opposé. Ces sons peuvent être créés par la vibration des ailes, par la friction des pattes ou par le contact avec le sol, un substrat, etc. Les orthoptères (criquets, sauterelles et grillons), certaines espèces de mouches (drosophiles, moustiques, etc.), les homoptères (comme les cigales), certains coléoptères (comme les tenebrionidae), les araignées sauteuses et bien d'autres sont adeptes de cette technique.

### Danses

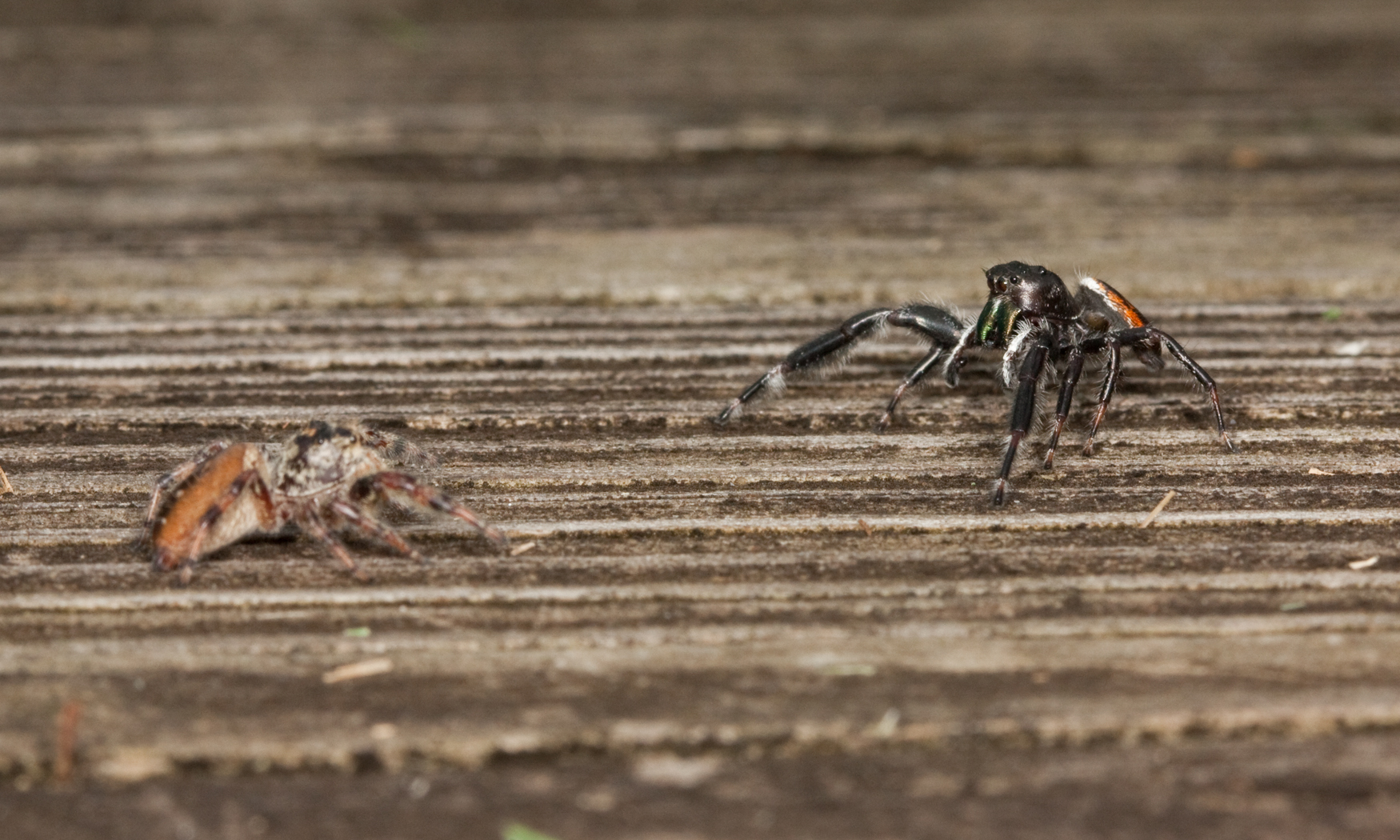
Parade nuptiale chez les araignées sauteuses (Salticidae)

Chez certains groupes, les mâles pratiquent des prouesses aériennes ou des pas de danses complexes pour attirer une partenaire. Les araignées sauteuses sont célèbres pour leur chorégraphie. Des pas linéaires au zigzag, au mouvement des pattes et de l'abdomen, le mâle montre ses plus beaux atouts. On retrouve également ces danses au niveau aérien. Certains odonates et certaines mouches courtisent de cette manière.

### Cadeaux nuptiaux

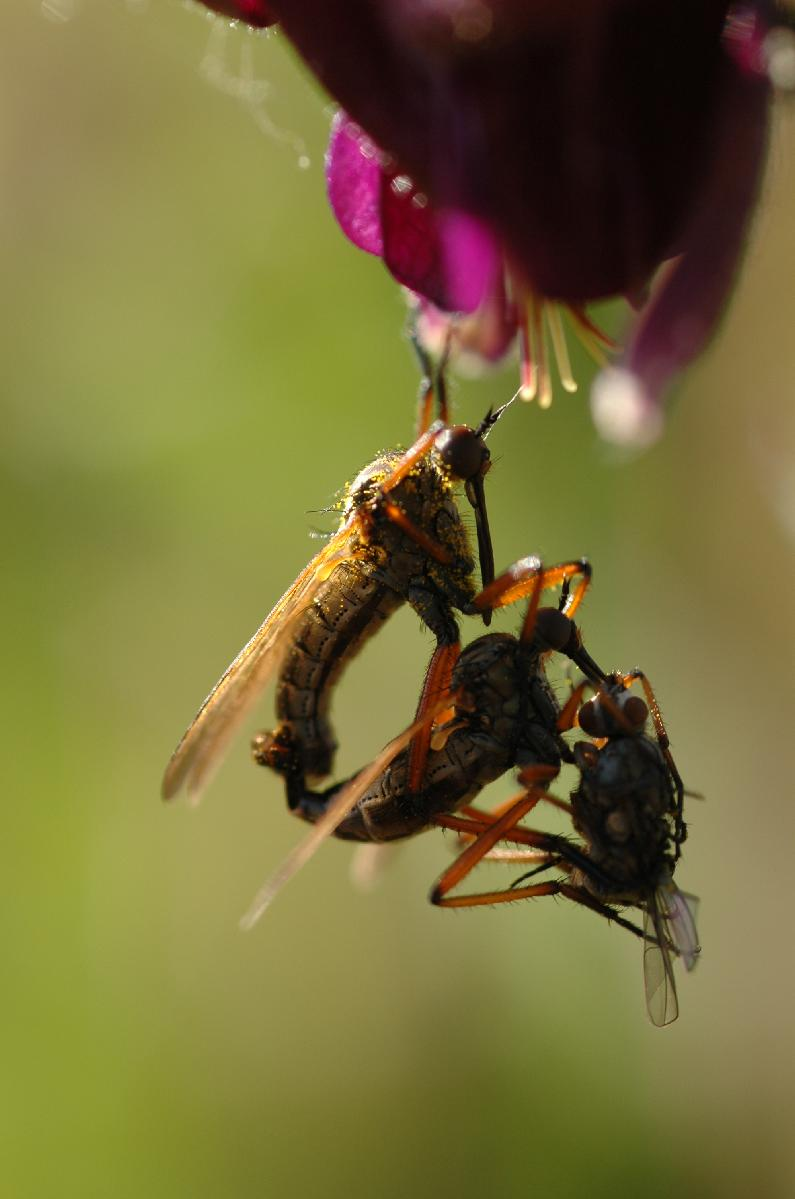
Cadeau nuptial chez les Empididae

Le mâle de certaines espèces d'invertébrés (comme les mouches scorpions et les Empididae) donnent des cadeaux dans le but d'attirer les bonnes faveurs d'une femelle. Il capture une proie pour ensuite s'approcher d'une femelle. Par message chimique (émission de phéromones), il indique à la femelle ses intentions et lui offre le présent. Celle-ci examinera soigneusement la proie. Si elle ne trouve pas le repas à son goût, elle refusera les avances du mâle. Dans le cas contraire, elle s'accouplera avec lui.